# Нидеррёблинген (Хельме)
Нидеррёблинген (нем. Niederröblingen) — община в Германии, в земле Саксония-Анхальт.
Входит в состав района Зангерхаузен. Подчиняется управлению Альштедт-Кальтенборн. Население составляет 453 человека (на 31 декабря 2006 года). Занимает площадь 8,11 км².